# NGC 6701
NGC 6701 је спирална галаксија у сазвежђу Змај која се налази на NGC листи објеката дубоког неба.
Деклинација објекта је + 60° 39' 11" а ректасцензија 18h 43m 12,6s. Привидна величина (магнитуда) објекта NGC 6701 износи 12,1 а фотографска магнитуда 13,0. NGC 6701 је још познат и под ознакама UGC 11348, MCG 10-26-50, CGCG 301-36, CGCG 302-2, IRAS 18425+6036, PGC 62314.